# 54 Рака
54 Рака (лат. 54 Cancri) — звезда, которая находится в созвездии Рака. Это жёлтый карлик спектрального класса G главной последовательности, похожий на наше Солнце, но немного массивнее, больше, горячее и ярче его. Находится от Земли на расстоянии 130 световых лет и имеет видимую звёздную величину +6.36, то есть звезда невидима невооружённым глазом, но её можно разглядеть в бинокль.